# 宇治市立岡屋小学校
宇治市立岡屋小学校（うじしりつ おかやしょうがっこう）は、京都府宇治市五ヶ庄にある公立小学校。

## 概要
宇治市立岡屋小学校は、宇治市立宇治小学校の児童増加に伴い、1947年（昭和49年）4月に渡辺博宇治市⻑の宣言により宇治市東部・宇治川に架かる隠元橋の東詰めに開校した公立小学校である。
初代校⻑は、北村又次が務めた(1974～1977）
第２代校長　川内悌二(1978～1979)
第３代校長　山口義久(1980～1982)
第４代校長　塩見幸夫(1983～1985)
第５代校長　奥村壽雄(1986)
第６代校長　小野和夫(1987～1989)
第７代校長　森本真理子(1990～1991)
第８代校長　中森勝(1992～1993)
第９代校長　福島智慧子(1994～1996)
第１０代校長　原田豊範(1997～1999)
第１１代校長　細野幸子(2000～2002)

## 特色
宇治市立岡屋小学校では、「お茶飲み場」が設けられている。
大きな湯沸かした器から、茶葉を入れた布袋が入ったタンクへ常時一定の量を満たすお湯が注がれており、そこからパイプを通って蛇口に流れる仕組みになっている。
赤印の蛇口からは、熱いお茶が出る。青印の蛇口からは、水が出る。
宇治市は全国でも有数のお茶所であるため、宇治市の20の小学校は学校の水道からお茶が出る設備が整っている。
宇治市立岡屋小学校では、焙じ茶が採用されている。

## 沿革
- 1974年4月 - 宇治市立宇治小学校より分離・開校
- 1974年7月 - プール・グラウンド竣工
- 1974年11月 - 体育館竣工
- 1976年3月 - 観察池竣工
- 1977年4月 - 小鳥小屋完成
- 1979年3月 - 校歌制定
- 1980年4月 - 校舎（普通教室4、図書室）
- 1981年3月 - 太陽の動き監察台完成
- 1982年4月 - 校舎（普通教室3）を増築
- 1984年3月 - 校舎（普通教室3）を増築
- 2001年 - 大規模改造工事竣工
- 2003年 - 大規模改造工事竣工
- 2007年 - 大規模改造工事竣工
- 2009年 - 耐震補強工事竣工
- 2010年 - 全校エアコン設置
- 2011年 - 給食室改修工事
- 2013年 - 寄贈図書『岡の屋文庫』開設
- 2015年 - ライフライン整備工事及びトイレ改修工事
- 2019年 - プールフェンス改修

## 主な進学先
- 宇治市立東宇治中学校（五ヶ庄地区）
- 宇治市立木幡中学校（木幡地区）

## 著名な出身者
- 安田美沙子 - タレント
- 塚原一繁（花団、歌手）

## 交通
- 京阪宇治線 黄檗駅より徒歩12分
- JR奈良線 黄檗駅より徒歩15分
- JR奈良線 木幡駅より徒歩16分

## 通学区域が隣接している学校
- 宇治市立木幡小学校
- 宇治市立宇治小学校
- 宇治市立南部小学校
- 宇治市立北槇島小学校
- 京都市立向島小学校
- 京都市立桃山南小学校